# Graveyard
Graveyard – szwedzki zespół muzyczny wykonujący hard rock. Powstał w 2006 roku w Göteborgu. W 2016 roku z dorobkiem czterech albumów studyjnych zespół został rozwiązany. W styczniu 2017 roku grupa wznowiła działalność.

## Historia

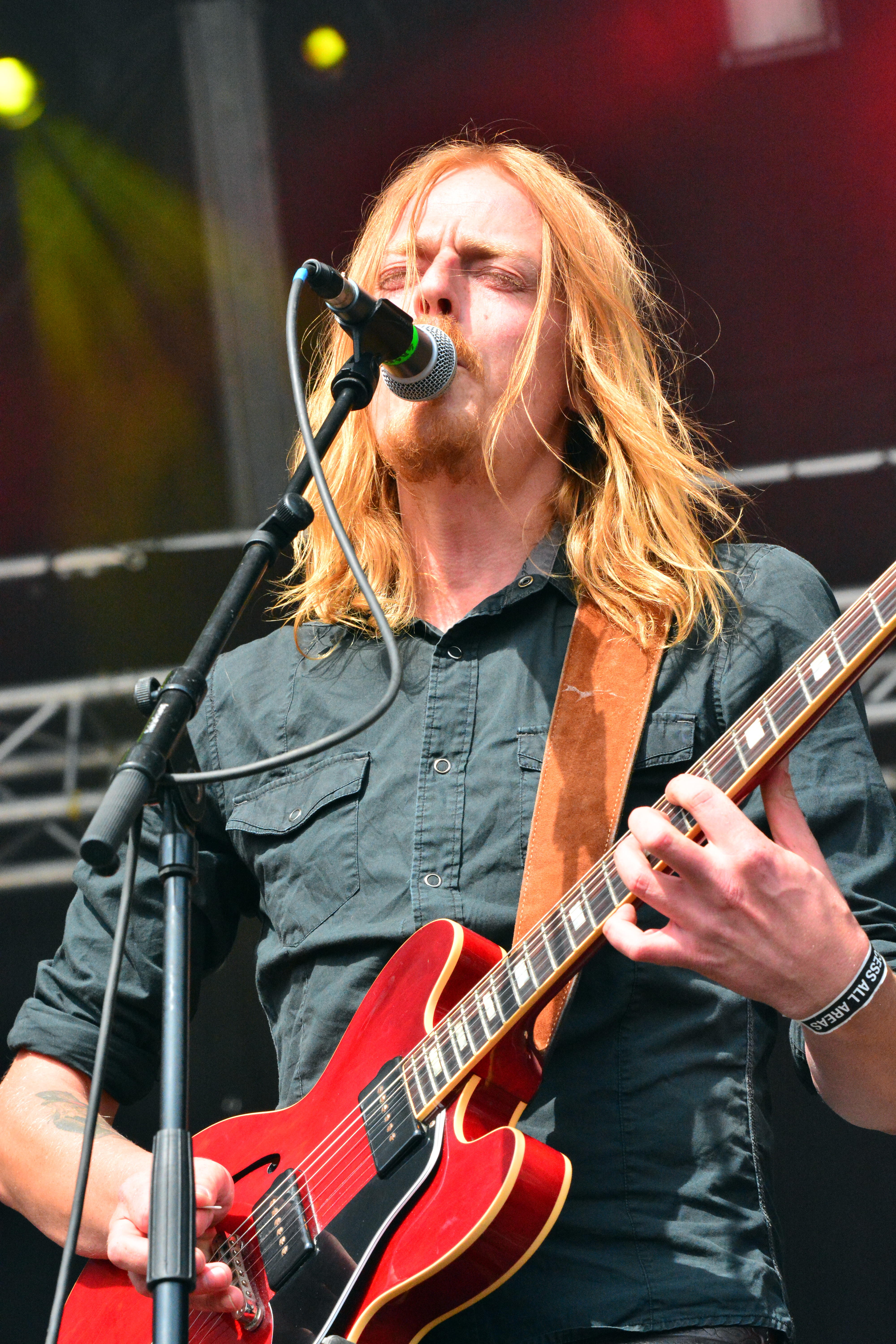
Joakim Nilsson, 2014

Zespół powstał w 2006 roku z inicjatywy Joakima Nilssona, Jonatana Larocca-Ramma, Trulsa Mörcka oraz Rikarda Edlunda. Debiutancki album zespołu zatytułowany Graveyard ukazał się 18 września 2007 roku nakładem wytwórni muzycznej Transubstans Records. Materiał został wyprodukowany przez Dona Ahlsterberga. Płyta spotkała się z komercyjnym powodzeniem w rodzimej Szwecji gdzie uplasowała się na 27. miejscu tamtejszej listy przebojów Sverigetopplistan.
28 marca 2011 roku nakładem wytwórni muzycznej Nuclear Blast ukazał się drugi album studyjny zespołu pt. Hisingen Blues. W pracach nad płytą po raz drugi uczestniczył Don Ahlsterberg. Wyróżnione nagrodą Grammis wydawnictwo było promowane teledyskiem do utworu tytułowego. Nagrania dotarły do 1. miejsca szwedzkiej listy przebojów. Był to najlepszy rezultat w historii działalności zespołu. Produkcja trafiła także na niemiecką listy przebojów Media Control Charts, gdzie uplasowała się na 78. miejscu.
Trzeci album studyjny formacji zatytułowany Lights Out trafił do sprzedaży 29 października 2012 roku. Do prac nad płytą zespół ponownie zaangażował Dona Ahlsterberga. W ramach promocji do pochodzących z płyty utworów „Goliath” i „Endless Night” powstały wideoklipy. Również w 2012 roku grupa otrzymała drugą statuetkę Grammis w kategorii Årets hårdrock/metall. W 2014 roku Edlund odszedł z zespołu. Zastąpił go Truls Mörck.
25 września 2015 roku ukazał się czwarty album studyjny kwartetu pt. Innocence & Decadence. Materiał powstał we współpracy z producentem muzycznym Johanem Lindströmem. Nagrania były promowane teledyskami do utworów „The Apple And The Tree” i „Too Much Is Not Enough”. Czwarte wydawnictwo Graveyard przysporzyło zespołowi, prawdopodobnie największego sukcesu komercyjnego w historii działalności. Płyta trafiła na liczne listy przebojów, m.in. w Szwecji, Niemczech, Finlandii, Austrii i Wielkiej Brytanii.

## Dyskografia

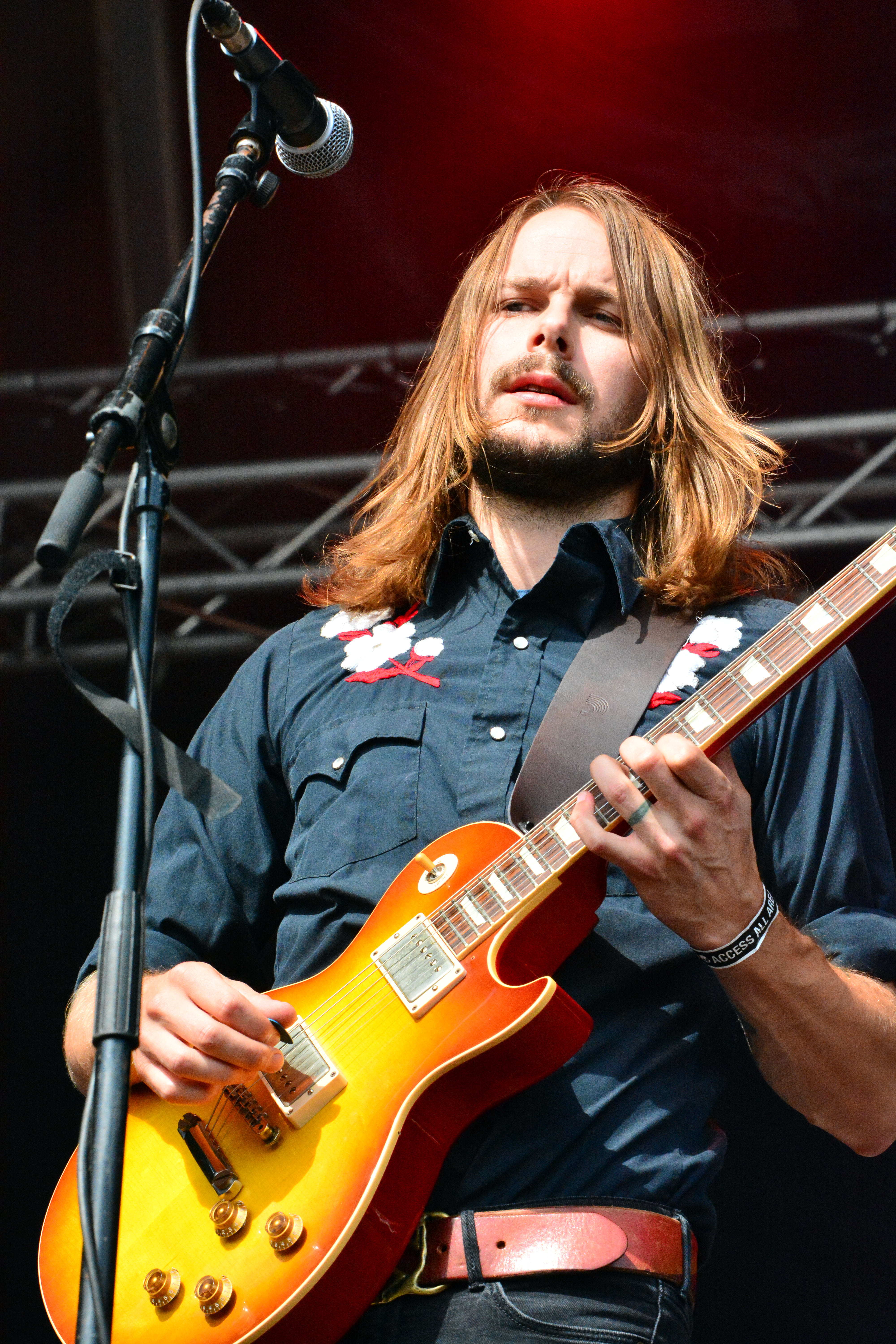
Jonatan Larocca-Ramm, 2014

| Tytuł                 | Dane dot. albumu                                         | Pozycja na liście | Pozycja na liście | Pozycja na liście | Pozycja na liście | Pozycja na liście | Pozycja na liście | Sprzedaż         |
| Tytuł                 | Dane dot. albumu                                         | SWE               | GER               | FIN               | AUT               | NOR               | UK                | Sprzedaż         |
| --------------------- | -------------------------------------------------------- | ----------------- | ----------------- | ----------------- | ----------------- | ----------------- | ----------------- | ---------------- |
| Graveyard             | - Data: 18 września 2007 - Wydawca: Transubstans Records | 27                | –                 | –                 | –                 | –                 | –                 |                  |
| Hisingen Blues        | - Data: 28 marca 2011 - Wydawca: Nuclear Blast           | 1                 | 78                | –                 | –                 | –                 | –                 | - USA: 1,0 tys.+ |
| Lights Out            | - Data: 29 października 2012 - Wydawca: Nuclear Blast    | 3                 | 27                | 14                | –                 | 39                | –                 | - USA: 5,0 tys.+ |
| Innocence & Decadence | - Data: 25 września 2015 - Wydawca: Nuclear Blast        | 2                 | 35                | 20                | 47                | –                 | 170               | - USA: 3,8 tys.+ |
| Peace                 | - Data: 25 maja 2018 - Wydawca: Nuclear Blast            | 1                 | 15                | 35                | 33                | –                 | –                 |                  |

## Teledyski

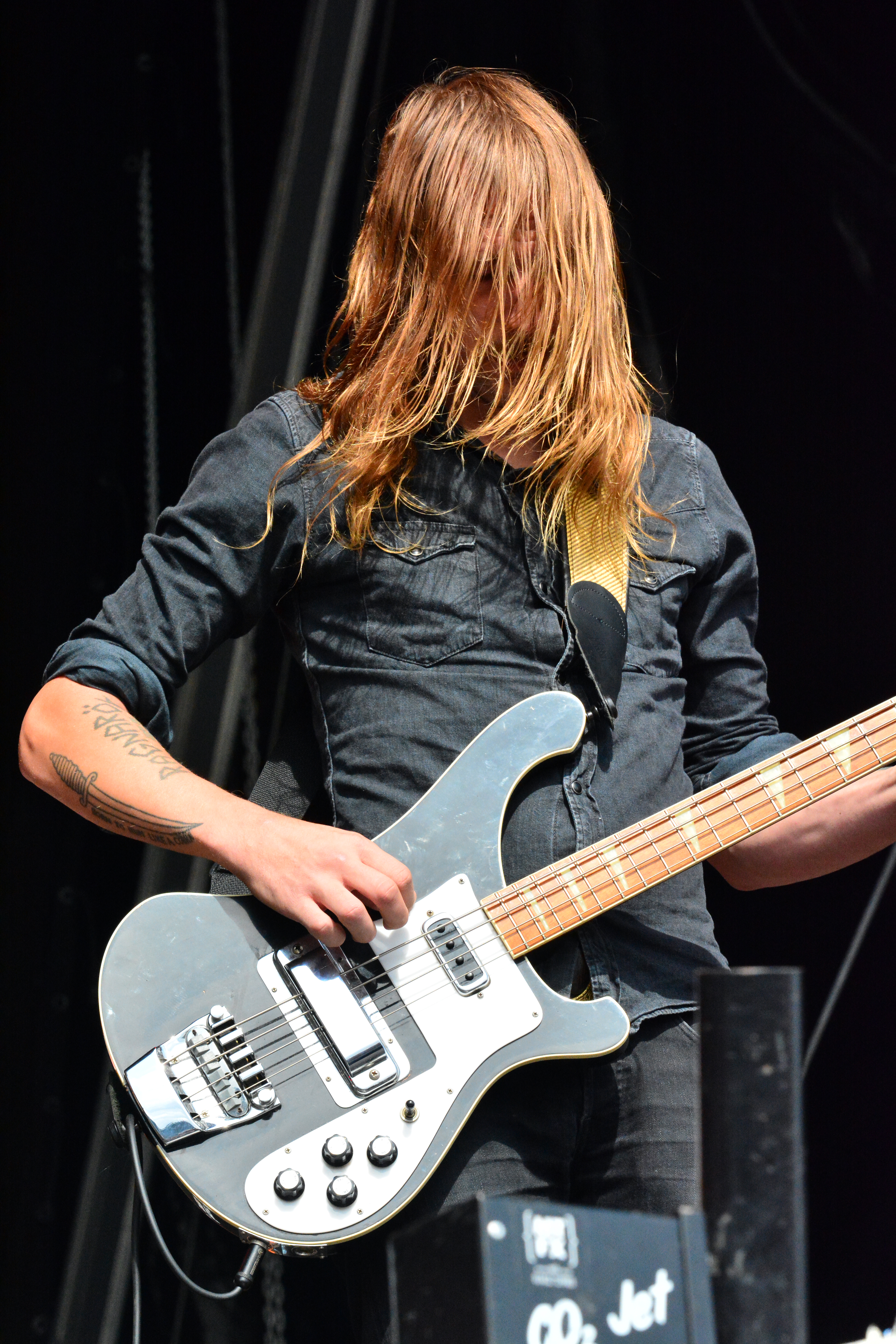
Rikard Edlund, 2014

| Tytuł                    | Rok  | Reżyseria                     | Album                 | Źródło |
| ------------------------ | ---- | ----------------------------- | --------------------- | ------ |
| „Hisingen Blues”         | 2011 | Artur Wolgers and STLSKR      | Hisingen Blues        | [ 9 ]  |
| „Goliath”                | 2012 | Artur Wolgers / Dea Saracevic | Lights Out            | [ 9 ]  |
| „Endless Night”          | 2012 | –                             | Lights Out            | [ 9 ]  |
| „The Apple And The Tree” | 2015 | –                             | Innocence & Decadence | [ 15 ] |
| „Too Much Is Not Enough” | 2015 | –                             | Innocence & Decadence | [ 16 ] |
| „Please Don’t”           | 2019 | –                             | Peace                 | [ 25 ] |

## Nagrody i wyróżnienia
| Rok  | Kategoria             | Tytuł                 | Nagroda | Nota      | Źródło |
| ---- | --------------------- | --------------------- | ------- | --------- | ------ |
| 2012 | Årets hårdrock/metall | Hisingen Blues        | Grammis | Laur      | [ 10 ] |
| 2013 | Årets hårdrock/metall | Lights Out            | Grammis | Laur      | [ 13 ] |
| 2016 | Årets hårdrock/metall | Innocence & Decadence | Grammis | Nominacja | [ 26 ] |